# ويليام راسيل (سياسي أمريكي، مواليد 1758)
ويليام راسيل (بالإنجليزية: William Russell)‏ هو سياسي أمريكي، ولد في 6 مارس 1758 في مقاطعة كلبيبر في الولايات المتحدة، وتوفي في 3 يوليو 1825. انتخب عضو مجلس نواب كنتاكي (1796 – 1780) وانتخب عضو مجلس نواب فرجينيا (1790 – 1791).